# Roxana Luca
Roxana Luca (Bucareste, 23 de dezembro de 1982) é uma ex-patinadora artística romena. Ela foi várias vezes campeã romena e disputou os Jogos Olímpicos de 2002 em Salt Lake City e de 2006 em Turim.

## Principais resultados
| Resultados | Resultados      | Resultados       | Resultados        | Resultados      | Resultados      | Resultados      | Resultados      | Resultados      | Resultados    | Resultados      | Resultados      | Resultados        | Resultados      | Resultados      |
| Internacional                                                                                                   | Internacional   | Internacional    | Internacional     | Internacional   | Internacional   | Internacional   | Internacional   | Internacional   | Internacional | Internacional   | Internacional   | Internacional     | Internacional   | Internacional   |
| Evento/Temporada                                                                                                | 1995– 1996      | 1996– 1997       | 1997– 1998        | 1998– 1999      | 1999– 2000      | 2000– 2001      | 2001– 2002      | 2002– 2003      |               | 2004– 2005      | 2005– 2006      | 2006– 2007        | 2007– 2008      | 2008– 2009      |
| --- | --------------- | ---------------- | ----------------- | --------------- | --------------- | --------------- | --------------- | --------------- | ------------- | --------------- | --------------- | ----------------- | --------------- | --------------- |
| Jogos Olímpicos                                                                                                 |                 |                  |                   |                 |                 |                 | 23.ª            |                 |               | 26.ª            |                 |                   |                 |                 |
| Campeonato Mundial                                                                                              |                 |                  | 38.ª              |                 | 26.ª            | 27.ª            | 33.ª            | 37.ª            | 28.ª          | 32.ª            | 30.ª            | 39.ª              | 36.ª            |                 |
| Campeonato Europeu                                                                                              | 36.ª            |                  |                   |                 | 30.ª            | 26.ª            | 21.ª            | 30.ª            | 15.ª          | WD              | 21.ª            | 22.ª              | 27.ª            |                 |
| GP Cup of China                                                                                                 |                 |                  |                   |                 |                 |                 |                 |                 |               |                 | 12.ª            |                   |                 |                 |
| Coupe Internationale de Nice                                                                                    |                 |                  |                   |                 |                 |                 |                 |                 |               |                 | 6.ª             |                   |                 |                 |
| Crystal Skate of Romania                                                                                        |                 |                  |                   |                 | Medalha de ouro | Medalha de ouro | Medalha de ouro |                 |               | 5.ª             |                 | Medalha de bronze | 7.ª'            |                 |
| Finlandia Trophy                                                                                                |                 |                  |                   |                 |                 |                 |                 |                 |               |                 | 10.ª            |                   |                 |                 |
| Golden Spin of Zagreb                                                                                           |                 |                  |                   |                 |                 | 17.ª            | 13.ª            |                 | 13.ª          |                 |                 | 15.ª              |                 |                 |
| Karl Schäfer Memorial                                                                                           |                 |                  |                   | WD              |                 |                 | 8.ª             |                 | 15.ª          | 6.ª             |                 |                   | 11.ª            |                 |
| Merano Cup |                 |                  |                   |                 |                 |                 |                 |                 |               |                 |                 | Medalha de bronze |                 |                 |
| Nebelhorn Trophy                                                                                                |                 |                  |                   |                 | 18.ª            | 13.ª            |                 | WD              |               | 14.ª            |                 |                   |                 |                 |
| Ondrej Nepela Memorial                                                                                          |                 |                  |                   |                 |                 |                 |                 |                 |               | 12.ª            |                 |                   | WD              |                 |
| Universíada |                 |                  |                   |                 |                 |                 |                 |                 | 16.ª          |                 | 13.ª            |                   |                 |                 |
| Internacional – Júnior                                                                                          |                 |                  |                   |                 |                 |                 |                 |                 |               |                 |                 |                   |                 |                 |
| Campeonato Mundial Júnior                                                                                       |                 | 37.ª             |                   | 41.ª            | 39.ª            | 22.ª            | 15.ª            |                 |               |                 |                 |                   |                 |                 |
| JGP JGP Alemanha                                                                                                |                 |                  |                   |                 |                 | 13.ª            |                 |                 |               |                 |                 |                   |                 |                 |
| JGP JGP Eslováquia                                                                                              |                 |                  |                   | 22.ª            |                 |                 |                 |                 |               |                 |                 |                   |                 |                 |
| JGP JGP Eslovênia                                                                                               |                 |                  |                   |                 | 20.ª            |                 |                 |                 |               |                 |                 |                   |                 |                 |
| JGP JGP Hungria                                                                                                 |                 |                  | 25.ª              |                 |                 |                 |                 |                 |               |                 |                 |                   |                 |                 |
| JGP JGP República Tcheca                                                                                        |                 |                  |                   |                 |                 | 8.ª             | 4.ª             |                 |               |                 |                 |                   |                 |                 |
| Golden Bear of Zagreb                                                                                           |                 |                  |                   |                 | 8.ª             |                 |                 |                 |               |                 |                 |                   |                 |                 |
| Triglav Trophy                                                                                                  |                 |                  |                   |                 |                 | 9.ª             |                 |                 |               |                 |                 |                   |                 |                 |
| EYOF |                 |                  |                   | 11.ª            |                 |                 |                 |                 |               |                 |                 |                   |                 |                 |
| Nacional |                 |                  |                   |                 |                 |                 |                 |                 |               |                 |                 |                   |                 |                 |
| Campeonato Romeno                                                                                               |                 |                  | Medalha de bronze | Medalha de ouro | Medalha de ouro | Medalha de ouro | Medalha de ouro | Medalha de ouro |               | Medalha de ouro | Medalha de ouro | Medalha de ouro   | Medalha de ouro | Medalha de ouro |
| Campeonato Romeno – Júnior                                                                                      | Medalha de ouro | Medalha de prata |                   |                 |                 |                 |                 |                 |               |                 |                 |                   |                 |                 |
| |                 |                  |                   |                 |                 |                 |                 |                 |               |                 |                 |                   |                 |                 |
| Legenda: GP = Grand Prix; JGP = Grand Prix Júnior; WD = Abandonou; Competição não foi disputada nesta temporada |                 |                  |                   |                 |                 |                 |                 |                 |               |                 |                 |                   |                 |                 |